# Kocurany
Kocurany es un municipio del distrito de Prievidza en la región de Trenčín, Eslovaquia, con una población estimada a final del año 2024 de 528 habitantes.
Se encuentra ubicado al este de la región, cerca del río Nitra (cuenca hidrográfica del Danubio) y de la frontera con las regiones de Banská Bystrica y Žilina.

## Demografía
| Año        | 1994 | 2004     | 2014     | 2024    |
| ---------- | ---- | -------- | -------- | ------- |
| Población  | 333  | 402      | 512      | 528     |
| Diferencia |      | +20,72 % | +27,36 % | +3,12 % |

| Año        | 2023 | 2024    |
| ---------- | ---- | ------- |
| Población  | 535  | 528     |
| Diferencia |      | −1,30 % |